# The Death Stone of India
The Death Stone of India è un cortometraggio muto del 1913 diretto da Milton J. Fahrney.

## Produzione
Il film fu prodotto dalla 101-Bison (Bison Motion Pictures).

## Distribuzione
Distribuito dall'Universal Film Manufacturing Company, il film - un cortometraggio in tre bobine - uscì nelle sale cinematografiche degli Stati Uniti il 5 agosto 1913.